# Eufijia tarsalis
Eufijia tarsalis är en tvåvingeart som beskrevs av Mario Bezzi 1928. Eufijia tarsalis ingår i släktet Eufijia och familjen vapenflugor.
Artens utbredningsområde är Fiji. Inga underarter finns listade i Catalogue of Life.